# Экскаватор карьерный гусеничный
Экскаватор карьерный гусеничный, сокр. ЭКГ — (англ. career hydraulic excavator) экскаватор циклического действия, одноковшовая выемочно-погрузочная машина на гусеничном ходу, копающая малосвязные или черпающая разрушенные породы и перемещающая их последовательно, прерывающая копание на время перемещения породы.

## Характеристикикарьерныхгусеничных экскаваторов
- вместимость ковша — до 50м³
- длина стрелы — до 55м
- радиус копания — до 29.06м
- высота копания — до 20.73м
- радиус зачистки — до 20.42м
- радиус разгрузки — до 24м
- высота разгрузки — до 24м
- радиус черпания — до 24.4м
- расчётная продолжительность цикла — до 50с
- ширина гусеничной ленты — до 2400мм
- скорость передвижения — до 2.5км/ч
- давление на грунт — до 0,42МПа

## Применение карьерных гусеничных экскаваторов
- разработка полезных ископаемых и пород вскрыши
- погрузка полезных ископаемых и пород вскрыши в транспортные средства

## Рабочие инструменты карьерных гусеничных экскаваторов
- ковш
- рукоять
- стрела
- поворотная платформа
- двуногая стойка
- нижняя рама
- гусеничные рамы
- кузов

## Классификация карьерных гусеничных экскаваторов
по числу гусениц
- двухгусеничные карьерные экскаваторы
- четырёхгусеничные карьерные экскаваторы
- восьмигусеничные карьерные экскаваторы

## Производители экскаваторов карьерных гусеничных

### ВСНГ
- Уральский завод тяжёлого машиностроения (УЗТМ «Уралмаш»)
- Новокраматорский машиностроительный завод
- Азовмаш
- Горное оборудование и технологии ОМЗ
- Технологии Горного Машиностроения[1]

### В других странах
- P&H Mining Equipment
- Caterpillar
- Liebherr
- Marion Power Shovel Company
- Komatsu